# Ponta Branca - Ilha Graciosa
Ponta Branca - Ilha Graciosa este o arie protejată (arie specială de conservare — SAC, sit de importanță comunitară — SCI) din Portugalia întinsă pe o suprafață de 68,64 ha, integral pe uscat.

## Localizare
Centrul sitului Ponta Branca - Ilha Graciosa este situat la coordonatele 39°01′53″N 28°02′23″W / 39.0314°N 28.0397°V.

## Înființare
Situl Ponta Branca - Ilha Graciosa a fost declarat sit de importanță comunitară în iunie 1995 pentru a proteja 2 specii de plante și 10 specii de animale. Situl a fost protejat și ca arie specială de conservare în iunie 2009.

## Biodiversitate
Situată în ecoregiunea , aria protejată conține 3 habitate naturale: Vegetație perenă pe țărmurile stâncoase, Faleze cu floră endemică de pe coastele macaroneziene, Pajiști macaroneziene cu vegetație endemică.
La baza desemnării sitului se află mai multe specii protejate:
- plante (2): Ammi trifoliatum, Erica scoparia subsp. azorica
- păsări (10): stârc cenușiu (Ardea cinerea), pietruș (Arenaria interpres), Calidris alba, Calonectris diomedea, prundăraș de sărătură (Charadrius alexandrinus), pescăruș râzător (Larus ridibundus), sitar de mâl (Limosa limosa), Numenius phaeopus, Sterna dougallii, chiră de baltă (Sterna hirundo)

Pe lângă speciile protejate, pe teritoriul sitului au mai fost identificate 8 specii de plante, 9 specii de păsări, 1 specie de mamifere.